# NGC 6942
NGC 6942 é uma galáxia espiral barrada (SB0-a) localizada na direcção da constelação de Indus. Possui uma declinação de -54° 18' 08" e uma ascensão recta de 20 horas, 40 minutos e 37,9 segundos.
A galáxia NGC 6942 foi descoberta em 9 de Junho de 1836 por John Herschel.